# Paul Gottfried

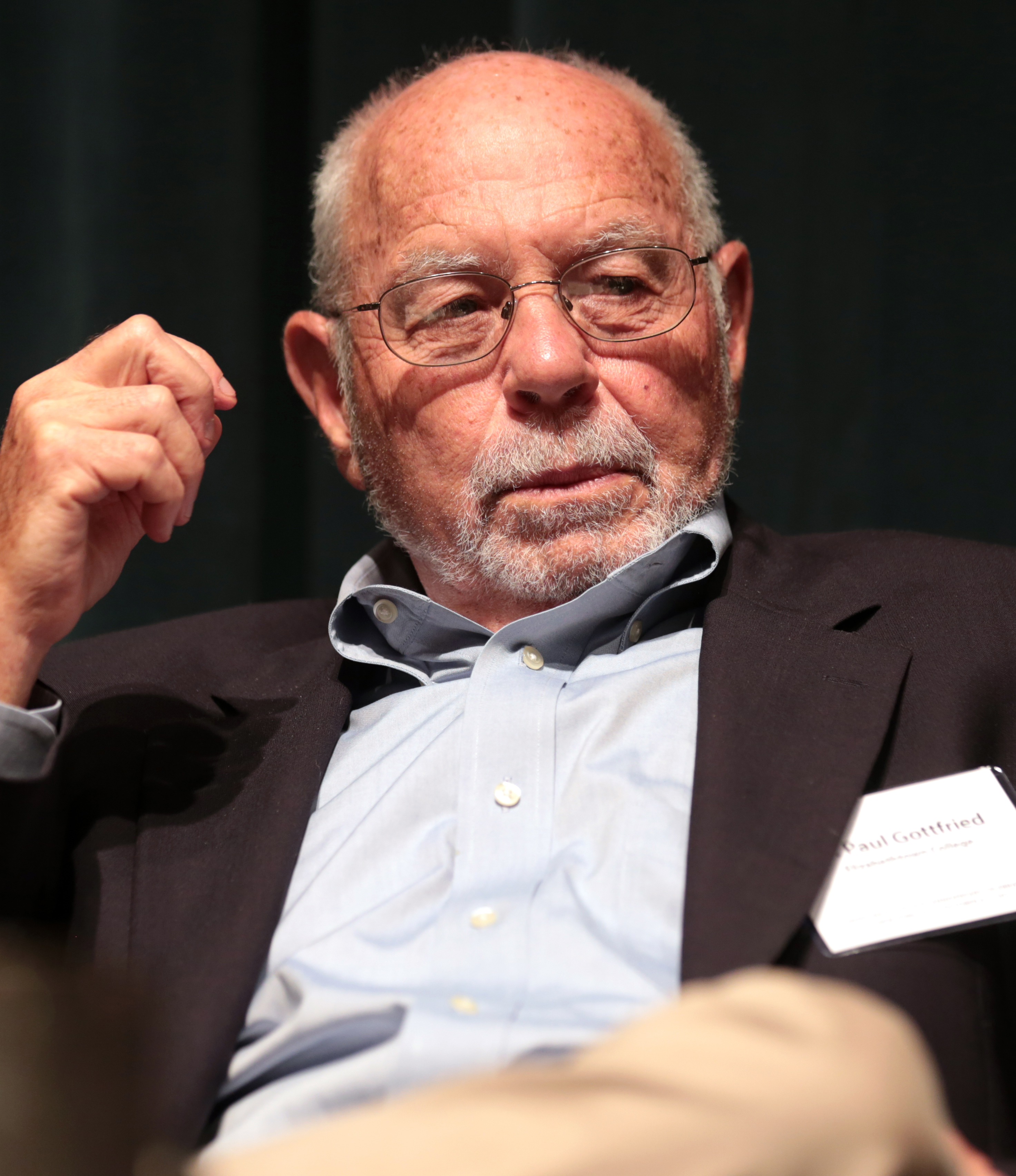
Paul Gottfried, 2017

Paul Edward Gottfried (* 21. November 1941 in Brooklyn, New York City) ist ein US-amerikanischer Politikwissenschaftler, Historiker, Philosoph und Autor. Er gilt als Vertreter des Paläokonservatismus.

## Leben
Paul Gottfried studierte an der Yeshiva University (Bachelor, 1963) und der Yale University (Master, 1965). Seinen Ph.D. erwarb er 1967. Danach war er Assistent Professor an der Case Western Reserve University und der New York University. 1974 übernahm er einen Lehrstuhl für Geschichte am Rockford College. Er war ab 1989 Horace Raffensperger Professor für Humanities am Elizabethtown College in Pennsylvania. Er ist Dozent am Ludwig von Mises Institute. Außerdem ist er Präsident des Henry L. Mencken Club und Mitglied der Società Libera.

## Schriften (Auswahl)
- Conservative Millenarians. The Romantic Experience in Bavaria. Fordham University Press, New York 1979, ISBN 0-8232-0982-8.
- The search for historical meaning. Hegel and the postwar American right. Northern Illinois University Press, DeKalb 1986, ISBN 0-87580-114-5.
- Carl Schmitt. Politics and theory. Greenwood Press, New York 1990, ISBN 0-313-27209-3.
- After Liberalism. Mass Democracy in the Managerial State. Princeton University Press, Princeton 2001, ISBN 0-691-05983-7.
- Multikulturalismus und die Politik der Schuld. Unterwegs zum manipulativen Staat? Aus dem Englischen übersetzt von Till Kinzel, Ares-Verlag, Graz 2004, ISBN 3-902475-00-5.
- The Strange Death of Marxism. The European Left in the New Millennium. University of Missouri Press, Columbia 2005, ISBN 0-8262-1597-1.
- Conservatism in America. Making Sense of the American Right. Palgrave-Macmillan, New York 2007, ISBN 978-0-230-61479-6.
- Leo Strauss and the American Conservative Movement. Cambridge University Press, Cambridge 2012, ISBN 978-1-107-67571-1.
- War and Democracy. Arktos, London 2012, ISBN 978-1-907166-82-2.
- Fascism: The Career of a Concept. Northern Illinois University Press, DeKalb 2016, ISBN 978-0-875-80493-4.